# Prosopochoeta setosa
Prosopochoeta setosa là một loài ruồi trong họ Tachinidae.